# Tarcisio Bertone
Tarcisio Pietro Evasio Bertone, S.D.B. (Romano Canavese, Piemont, 2 de desembre de 1934) és un religiós italià i diplomàtic vaticà. Cardenal de l'Església catòlica, antic cardenal Secretari d'Estat i actualment cardenal camarlenc; havia servit anteriorment com a arquebisbe de Vercelli entre 1991 i 1995, com a secretari de la Congregació de la doctrina de la Fe quan el cardenal Joseph Ratzinger n'era el prefecte, i arquebisbe de Gènova entre el 2002 i el 2006. Va ser elevat al cardenalat el 2003. El 10 de maig del 2008 va ser nomenat cardenal bisbe de Frascati.
A més del seu italià nadiu, parla francès, castellà, alemany i portuguès de manera fluida. Parla una mica d'anglès; i pot llegir en polonès, català, llatí, grec i hebreu.
Com a cardenal camarlenc va fer d'administrador temporal de la Santa Seu i cap d'Estat de la Ciutat del Vaticà entre la dimissió de Benet XVI (28 de febrer del 2013) i fins a l'elecció de Francesc (13 de març de 2013).

## Biografia
Bertone va néixer a Romano Canavese, Piemont, el cinquè de vuit germans. Bertone ha declarat que la seva mare era una decidida militant anti-feixista del Partit del Poble Italià, i després de la Democràcia Cristiana.
Professà els seus vots com a membre dels germans salesians el 3 de desembre de 1950, i fou ordenat prevere per l'arquebisbe Albino Mensa l'1 de juliol de 1960. Té un doctorat en dret canònic; la seva tesi versava sobre "El govern de l'Església al pensament del Papa Benet XIV (1740-1758)". Exercí com a professor de Dret Canònic entre 1976 i 1991, sent professor visitant de Llei Pública Eclesiàstica a l'Institut Utriusque Iuris de la Universitat Pontifícia del Laterà el 1978. el 1988 va ser nomenat per a un grup d'experts que assistissin el cardenal Joseph Ratzinger en negociacions amb el llavors excomunicat arquebisbe Marcel Lefebvre. També va ser enviat pel papa Joan Pau II per ajudar a Emmanuel Milingo, arquebisbe emèrit de Lusaka (Zàmbia), a tornar a l'Església Catòlica el 2001. Milingo havia abandonat l'Església per casar-se amb Maria Sung, de la secta Moon.

### Arquebisbe i Cardenal
El 4 de juliol de 1991, Bertone va ser fet arquebisbe de Vercelli pel Papa Joan Pau II. Va ser consagrat bisbe un mes després per l'arquebisbe Mensa, el mateix que l'havia ordenat prevere. Va ocupar el càrrec fins a la seva dimissió el 1995 en què va ser nomenat Secretari de la Congregació de la doctrina de la Fe sota el cardenal Ratzinger, qui posteriorment esdevindria el Papa Benet XVI. Nomenat arquebisbe de Gènova el 10 de desembre de 2002 i instal·lat el 2 de febrer del 2003, Bertone va ser elevat al Col·legi de Cardenals al consistori del 21 d'octubre del 2003, com a Cardenal prevere de Santa Maria Ausiliatrice a Via Tuscolana. L'arquebisbe Angelo Amato succeí a Bertone com a Secretari de la Congregació de la Doctrina de la Fe, abans d'esdevenir el Cardenal Prefecte de la Congregació de les Causes dels Sants.
Com a membre de germans salesians, se'l considera un sacerdot que ha emprès la tasca amb els joves que, a les darreres paraules de Joan Pau II, havia buscat durant tot el seu papat. El secretari de Bertone explica una anècdota en la qual "Bertone un dia va decidir agafar un autobús públic fins al Palau Apostòlic. Entrà a l'autobús amb la seva sotana negra i el feixí vermell de cardenal; i la gent, especialment un grup de joves, es quedaren en silenci. Bertone trencà el gel immediatament amb el seu somriure característic. Per quan arribà al seu destí, el prelat estava enmig d'una profunda conversa amb els joves sobre l'amor, el sexe, la virginitat i la castedat."
Posteriorment s'especialitzà en la relació entre la moral social, la fe i la política. També col·laborà amb la revisió del Codi de Dret Canònic de 1983, i es dedicà a la tasca pastoral a les parròquies. A l'Any Jubilar del 2000, el cardenal Bertone va rebre l'encàrrec del Papa Joan Pau II perquè publiqués la tercera part del secret de Fàtima.
Bertone va ser un dels cardenals electors que van participar en el conclave papal que trià el Papa Benet XVI. El cardenal Bertone encara podrà votar al conclave del 2013 i en qualsevol conclave que tingui lloc abans del seu 80è aniversari, el 2 de desembre del 2014.
El 15 de març del 2005, Bertone va aparèixer a les notícies per "trencar el silenci de l'Església" i criticà la novel·la de Dan Brown The Da Vinci Code, afirmant que el llibre era "mentides vergonyoses i sense fonament", i que els creients havien de boicotejar el llibre. Tant Bertone com el portaveu oficial del Vaticà insistiren que Bertone no parlava com a representant de l'Església, si bé també se senyalava que Bertone ocupava un alt lloc a la jerarquia de l'Església (el seu nom ha estat sovint citat com a candidat potencial per ser el proper pontífex) donava a les seves paraules un pes considerable, de manera que els seus comentaris van ser citats sovint en diversos mitjans com un comunicat oficial des del Vaticà. El 2006, el programa de notícies Dateline de la NBC va descriure la seva afirmació com que "un cardenal d'alt rang del Vaticà reclama un boicot a la pel·lícula".

### Cardenal Secretari d'Estat
El 22 de juny del 2006 Benet XVI nomenà al cardenal Bertone per a substituir a Angelo Sodano com a Cardenal Secretari d'Estat, assumint el càrrec el 15 de setembre del mateix any. El 26 de juny del 2006 el cardenal va rebre la Gran Creu de l'orde al Mèrit de la República Italiana. El 31 d'agost es va fer públic que el cardenal Bertone havia tingut un somni en el qual el Papa Joan Pau II li havia parlat dien-li "no tinguis por", com si el preparés per a la seva nova tasca.
El 4 d'abril del 2007, Benet XVI també nomenà a Bertone com a Camarlenc de la Santa Seu. Les tasques del Camarlenc estan majoritàriament dedicades a l'administració de la Santa Seu mentre que es troba vacant. El 10 de maig del 2008 va ser promogut al rang de Cardenal-Bisbe de Frascati.
Bertone és conegut per estudiar el problema abans d'emprendre cap acció. Un exemple és quan després de ser nomenat arquebisbe de Vercelli es "tancà a si mateix a la seva cambra tota la nit i estudià la vida de sant Eusebi, que va ser bisbe de la ciutat al 345.
El 30 d'agost de 2013 el papa Francesc, que el moment de la seva elecció havia confirmat Bertone "fins que no es disposés el contrari", el cessà en el càrrec de Secretari d'Estat, i per a substituir-lo nomenà l'arquebisbe Pietro Parolin.

#### Controvèrsia del Papa Benet XVI amb l'Islam
El 16 de setembre del 2006, només un dia després del seu nomenament com a Cardenal Secretari d'Estat, publicà una declaració explicant que la «posició del Papa sobre l'Islam és inequívocament l'expressada pel document conciliar Nostra Aetate, i que "l'opinió del Papa en favor del diàleg interreligiós i intercultural és també inequívoc»

#### Església i esport
El Cardenal Bertone suggerí al desembre del 2006 que la Santa Seu "podria, en un futur, tenir un equip que jugués al màxim nivell, contra equips com la Roma, l'Inter, el Genoa o la Sampdoria.". Continuà dient que "si simplement agafem els estudiants brasilers de les nostres universitats pontifícies podríem fer un equip magnífic. Malgrat això, hores després s'explicà dient que "tinc molta més feina per fer que muntar un equip de futbol pel Vaticà", i que el seu comentari anterior no s'havia de prendre seriosament.

#### Defensa de Pius XII
El 5 de juny de 2007, a una conferència en la presentació de la publicació d'una nova biografia del Papa Pius XII, Bertone defensà el papa Pius contra els clams d'indiferència vers els jueus durant l'Holocaust. El cardenal condemnà aquesta associació com una "llegenda negra" i com "un atac sobre el bon sentit i la racionalitat", que ha "esdevingut tan fermament establerta que fins i tot rascar-la és una àrdua feina". Tot i que va admetre que Pius XIII havia estat "caut" en condemnar l'Alemanya nazi, afirmà que els nazis haurien intensificat el seu programa de genocidi si el Papa hagués parlat més obertament.

#### Comentaris del Patriarca Aleix II
El 5 de desembre del 2006, el patriarca Aleix II acusà la Santa Seu d'una política extremadament hostil, quan afirmà que l'església catòlica buscava conversos a les terres ortodoxes de Rússia i en altres repúbliques soviètiques. El cardenal Bertone va respondre que "no volem llançar-nos a fer proselitisme a Rússia."

#### L'entrevista amb "Le Figaro"
El 31 de març del 2007, el cardenal Bertone confirmà la imminent publicació del llargament esperat motu proprio estenent la indulgència per celebrar la missa tridentina en una entrevista amb el diari francès Le Figaro.
A la mateixa entrevista, Bertone «es lamentà sobre els titulars dedicats pels mitjans sobre les opinions del Vaticà sobre el sexe mentre que mantenien un "silenci desafiant" sobre la tasca caritativa realitzada per milers d'organitzacions catòliques arreu del món.» Continuà afirmant que «Veig una fixació d'alguns periodistes sobre els temes morals, com l'avortament o les unions homosexuals, que si bé són consideracions importants en absolut no constitueixen el pensament i la tasca de l'Església».

#### Proposta d'excomunió als traficants de drogues
El 14 de gener del 2009, el cardenal Bertone suggerí que caldria que l'Església considerés prendre accions contra els traficants de drogues. Entre aquesta acció es podria incloure l'excomunió. Va fer un discurs sobre l'alarma de l'Església davant del "desastre" de la violència ocasionada per les drogues poc abans d'un viatge a Mèxic.

#### Suport per l'accés universal i gratuït als medicaments contra la SIDA
El divendres 22 de juny del 2012, en un article en línia de Cindy Wooden del Catholic News Service (CNS), afirmà que, en una conferència a Roma sobre la prevenció de la transmissió de la sida de mares a fills patrocinada per la Comunitat de Sant Egidi (que porta a terme el projecte SOMNI, un programa gratuït de prevenció i tractament de la sida a 10 països africans), el cardenal Secretari d'Estat urgí per a un accés ràpid i complet als medicaments antiretrovirals puguin ser gratuïts (aquests medicaments, com l'AZT, poden evitar contagiar-se de la sida, tot i que no la curen). El cardenal Bertone reconegué que l'única manera en que això es podria assolir remotament, especialment a l'Àfrica –on els esforços havien de ser més necessaris i centrats- hauria de ser mitjançant un esforç de col·laboració entre els grups d'ajut, governs, donants, grups mèdics, empreses farmacèutiques i esglésies.

#### Vaticaleaks
El cardenal Bertone és l'objectiu principal de moltes fugues de la cúria romana. El cardenal Bertone culpà de l'escàndol sobre la filtració de documents vaticans a periodistes sense ètica i a un esperit d'hostilitat vers l'Església Catòlica. «Molts periodistes juguen a imitar a Dan Brown», va dir el cardenal Bertone, en una entrevista a la revista Famiglia Cristiana. «Segueixen inventant fàbules o repetint llegendes». El cardenal Bertone va afirmar-ho mentre que els jutges vaticans investigaven la filtració de dotzenes de documents a periodistes italians, incloent cartes al Papa i a missatges encriptats provinents de les ambaixades vaticanes arreu del món, diversos dels quals feien referència a les lluites de poder entre els alts funcionaris de la Santa Seu. «La veritat és que hi ha una voluntat maliciosa per produir divisió» entre els col·laboradors del Papa Benet XVI, afirmà.

#### Retir
El 31 d'agost de 2013 el papa Francesc acceptà la seva renúncia com a Cardenal Secretari d'Estat de la Santa Seu; i nomenà com a successor seu l'arquebisbe Pietro Parolin, el qual va prendre possessió del càrrec in absentia el 15 d'octubre següent.

## Crítiques

### Afirmacions sobre la pederàstia a l'Església
Al seu llibre The Case Of The Pope, Geoffrey Robertson critica a Bertone pel seu rebuig davant la petició que "un bisbe hagi d'estar obligat a contactar amb la policia per denunciar un sacerdot que hagi admès la pedofília". Bertone argumentà que "si un sacerdot no pot confiar en el seu bisbe per temor a ser denunciat llavors significarà que ja no hi ha llibertat de consciència". Per la Pasqua del 2010 Bertone culpà públicament de l'escàndol dels abusos a menors a la infiltració homosexual al clergat.

### Controvèrsies polítiques a la Cúria Romana
Bertone va ser criticat pel periodista Sandro Magister per haver exposat a Benet XVI a la controvèrsia pública al voltant dels nomenaments episcopals a Itàlia i Polònia. Magister també afirmà que els problemes en les comunicacions i en el govern que es van percebre durant l'afer Williamson poder ser atribuïdes a Bertone.

### Controvèrsia sobre el Tercer Secret de Fàtima
Bertone ha estat acusat de mentir sobre el contingut del Tercer Secret de Fàtima al seu llibre, The Last Secret of Fatima, així com a les seves aparicions televisives. Després de la publicació del llibre, el periodista italià Antonio Socci publicà un article titulat «Estimat Cardenal Bertone: Qui, entre vostè i jo, està mentint deliberadament?» El fiscal italià Christopher Ferrara va escriure un llibre titulat The Secret Still Hidden dirigit a exposar i a refutar les afirmacions del cardenal Bertone respecte a Fatima. El llibre conté un apèndix titulat "101 punts de dubte sobre la narració del Cardenal Bertone". En particular, s'afirma que Bertone participà en un engany sistemàtic, juntament amb el cardenal Angelo Sodano i el cardenal Joseph Ratzinger per encobrir l'existència d'un document d'una pàgina que conté les paraules Lúcia Santos va dir que li havien estat transmeses durant una visió de la Verge, que alguns creuen que conté informació sobre l'Apocalipsi i un gran apostasia. Bertone afirmà que només havia dit la veritat sobre Fàtima en una aparició televisiva.

### La residència al Palazzo San Carlo
Segons informà el diari La Repubblica, el Papa Francesc mostrà el seu malestar durant una reunió amb capellans a la basílica de Sant Pere durant la Setmana Santa de 2014 pel fet que Bertone es traslladaria a viure a un àtic de 700 m² (10 vegades més gran que la residència del mateix Pontífex a la Casa Santa Marta) al Palazzo San Carlo, del centre de Roma. El papa va criticar els prelats que viuen de manera "sumptuosa i presumptuosa" en comptes de tenir la pobresa "com una germana".
El 2016 la justícia de la Santa Seu inicià a investigar si l'apartament es podria haver pagat amb donatius fets a la fundació de l'hospital infantil Bambino Gesù.

## Premis i honors
A febrer del 2010, el Presiden de Polònia concedí al cardenal la màxima del país pels estrangers, la Gran Creu de l'orde del Mèrit de Polònia, pels "grans mèrits adquirits en el desenvolupament de la col·laboració entre la República de Polònia i la Santa Seu i per la tasca realitzada en favor de l'església polonesa.
El cardenal Bertone també rebé el Premi Gaudium et Spes a la Convenció Suprema dels Cavallers de Colom del 2007. És el màxim premi d'honor.
El 2012 rebé el Premi Comte de Barcelona, de mans del Rei d'Espanya.
 Gran Creu de Cavaller de l'orde al Mèrit de la República Italiana (26 de juny de 2006)
 Collar de l'orde eqüestre del Sant Sepulcre de Jerusalem (11 de març de 2003)
 Orde de l'Estrella de Romania (2008)
 Gran Creu de Cavaller de l'orde al Mèrit de la República de Polònia (2010)
 Gran Creu de Cavaller de l'orde de Sant Joan de l'Espasa (Portugal) (2010)
Medalla d'or de San Toribio de Mogrovejo (Perú) (2007)